# Сецернентії
Сецернентії (Secernentea) — основний клас нематод, характеризується численними хвостовими сосочками, видільна система складається з бічних каналів. Як і у всіх нематод, у них немає кровоносної та дихальної системи.
Secernentea містити кілька паразитичних видів серед Rhabditia і Spiruria. Caenorhabditis elegans — відома лабораторна тварина, яка використовується як модельний організм в генетичних дослідженнях.

## Систематика
Класифікація класу досить дискусійна і проблематична.
- Підклас Rhabditia (парафілетичний?)
  - Ряд Rhabditida
  - Ряд Strongylida
- Підклас Spiruria
  - Ряд Ascaridida
  - Ряд Camallanida (Деколи включають в Spirurida)
  - Ряд Drilonematida (Деколи включають в Spirurida)
  - Ряд Oxyurida (= Rhabditida)
  - Ряд Rhigonematida (раніше в Tylenchia)
  - Ряд Spirurida
- Підклас Diplogasteria (можливо належить до Rhabditia)
  - Ряд Diplogasterida
- Підклас Tylenchia (можливо належить до Rhabditia)
  - Ряд Aphelenchida
  - Ряд Tylenchida